# Pervomaiske (Tubilți), Cerkasî
Pervomaiske (în ucraineană Первомайське) este un sat în comuna Tubilți din raionul Cerkasî, regiunea Cerkasî, Ucraina.

## Demografie
Componența lingvistică a localității Pervomaiske
     Ucraineană (98,23%)
     Rusă (1,77%)
Conform recensământului din 2001, majoritatea populației localității Pervomaiske era vorbitoare de ucraineană (98,23%), existând în minoritate și vorbitori de rusă (1,77%).